# گیسلین باگنون
گیسلین باگنون (انگلیسی: Ghislain Bagnon؛ زادهٔ ۲۴ دسامبر ۱۹۷۸) بازیکن فوتبال اهل فرانسه است.
از باشگاه‌هایی که در آن بازی کرده‌است می‌توان به باشگاه فوتبال کن اشاره کرد.
وی همچنین در تیم ملی فوتبال زیر ۱۸ سال فرانسه بازی کرده‌است.